# 肥前中原郵便局
肥前中原郵便局（ひぜんなかばるゆうびんきょく）は佐賀県三養基郡みやき町にある郵便局。民営化前の分類では集配普通郵便局であった。

## 概要
住所：〒849-0199 佐賀県三養基郡みやき町大字原古賀1160
民営化直前の集配業務再編において、多くの集配普通郵便局は統括センターとなったが、当局は配達センターとされたため、民営化後も郵便事業株式会社の支店は併設されず、集配センターが併設された。

## 沿革
- 1875年（明治8年）2月8日 - 中原郵便局として開設[1]。
- 1885年（明治18年）10月16日 - 貯金取扱を開始。
- 1886年（明治19年）5月14日 - 貯金取扱を廃止。
- 1896年（明治29年）7月1日 - 為替・貯金取扱を開始。
- 1967年（昭和42年）4月30日 - 北茂安郵便局から和文電報配達業務の全部と、目達原郵便局から同業務の一部[2]を移管[3]。
- 1971年（昭和46年）9月23日 - 電話交換業務を鳥栖電報電話局に移管。
- 1977年（昭和52年）7月18日 - 特定郵便局から普通郵便局に局種別改定するとともに、肥前中原郵便局に改称。
- 1981年（昭和56年）3月3日 - 和文電報配達業務を鳥栖電報電話局に移管。
- 2000年（平成12年）8月14日 - 外国通貨の両替および旅行小切手の売買に関する業務取扱を開始。
- 2007年（平成19年）10月1日 - 民営化に伴い、併設された郵便事業鳥栖支店肥前中原集配センターに一部業務を移管。
- 2012年（平成24年）10月1日 - 日本郵便株式会社発足に伴い、郵便事業鳥栖支店肥前中原集配センターを肥前中原郵便局に統合。
- 2015年（平成27年）9月7日 - 江見郵便局から集配業務を移管。

## 取扱内容
- 郵便、印紙、ゆうパック、内容証明
- 貯金、為替、振替、振込、国際送金、国債、投資信託
- 生命保険、バイク自賠責保険、自動車保険
- 宝くじの販売
- ゆうちょ銀行ATM
- 郵便区「849-01」「840-11」区域（三養基郡上峰町の全域、みやき町の全域）の集配業務[4]

## 周辺
- みやき町役場 中原庁舎
- 佐賀県立三養基高等学校
- 国道34号
- 寒水川

## アクセス
- JR長崎本線 中原駅から南東へ約500m（徒歩約5分）
- 西鉄バス佐賀 中原駅前停留所下車
- 長崎自動車道 東脊振ICから南東へ約5km
- 駐車場あり：10台